# Мудрик, Анатолий Викторович
Анатолий Викторович Мудрик (род. 4 сентября 1941, Краснокамск, Молотовская область, РСФСР, СССР) — советский и российский учёный в области педагогики, член-корреспондент Российской академии образования, доктор педагогических наук, профессор кафедры социальной педагогики и психологии Московского педагогического государственного университета.

## Биография
Родился в сентябре 1941 года в городе Краснокамске Пермской (в то время Молотовской) области, где семья находилась в эвакуации. В 1943 году они вернулись в Москву.
По окончании школы поступил на историко-филологический факультет МГПИ им. Ленина.
В 1963—1966 гг. работал в лагере «Орлёнок» (вожатым, заведующим методическим кабинетом, начальником лагеря «Солнечный»), в 1967—1969 гг. в экспериментальной школе продлённого дня в микрорайоне Москвы (учитель истории и организатор внеклассной работы), в 1966 г. идёт служить в ряды советской армии, где организует воспитательную работу с офицерскими детьми.
В 1967 году поступил в аспирантуру.
Научные исследования А. В. Мудрик всегда проводил, опираясь на тесное сотрудничество с педагогической практикой: вёл работу в творческих коллективах различных школ: № 73 и № 825 г. Москвы, № 308 г. Ленинграда, Костромского лагеря старшеклассников, преподавал в педагогических классах московских школ, регулярно читал лекции учителям, родителям, старшеклассникам.
В 1969 году начал работать в Академии педагогических наук СССР. В то время лабораторией «Коллектив и личность» в АПН СССР заведовала Людмила Ивановна Новикова. Она и её сотрудники (Александр Тимофеевич Куракин, Маргарита Дмитриевна Виноградова, Илья Борисович Первин были полны нетривиальных для тогдашней педагогики идей, чем и увлекали молодёжь, работавшую в АПН СССР — Валентину Максакову, Анатолия Буданова, Наталью Селиванову и Анатолия Мудрика.
В 1985 году Анатолий Викторович стал преподавать в Московском государственном педагогическом институте им. Ленина (ныне Московский педагогический государственный университет), и сейчас он — профессор кафедры социальной педагогики и психологии факультета педагогики и психологии МПГУ.
Основоположник научной школы «Социальное воспитание в контексте социализации», которая сформировалась в 70-е годы XX века на базе исследований различных аспектов воспитания учащихся, и сейчас определяет концептуальные подходы к рассмотрению феномена социального воспитания.
Сегодня в русле научной школы А. В. Мудрика работает 10 докторов и около 20 кандидатов наук (в том числе в странах ближнего и дальнего зарубежья), аспиранты.
А. В. Мудрик является членом Экспертного совета Российского гуманитарного научного фонда «Комплексное исследование человека». Входит в редакционную коллегию «Новой Российской энциклопедии» и семи научно-педагогических журналов (из списка, рекомендованного ВАК РФ).

## Научная деятельность
В кандидатской диссертации (1970) ввёл и описал такие феномены, как ожидание общения, поиск общения, помощь в нахождении позиции в межличностных отношениях. Впервые в педагогике написал про обособление в исторической ретроспективе и выделил его этапы в ранней юности, а также впервые рассмотрел феномен уединения и его функции в ранней юности.
Был первым в российской педагогике, кто описал самостоятельный вид воспитания — диссоциальное, которое имеет негативную (контрсоциальную) смысловую нагрузку. Диссоциальное воспитание — целенаправленное формирование контркультурного сознания и поведения у членов криминальных, экстремистских, квазикультовых организаций.
Разработал новый раздел социальной педагогики — социально-педагогическую виктимологию, к началу XXI века получившую широкое распространение в работах как его учеников, так и в работах представителей других научных школ.
Если стихийная социализация, как очевидно, имеет целостный характер, то воспитание для А. В. Мудрика — процесс парциальный (частичный), ибо воспитывающие общности имеют несовпадающие задачи, цели, содержание, методы; между этими общностями нет и не может быть жёсткой или просто отлаженной связи, кооперации, координации, преемственности.
А. В. Мудрик рассматривает воспитание как дискретный процесс. Он обращает внимание на то, что воспитание осуществляется в различных общностях и ограничено местом и временем.

### Основные труды
Полный список работ А. В. Мудрика включает в себя 550 публикаций (на август 2016 года).
Ниже представлен список основных книг.

#### Диссертации
- Мудрик А. В. Педагогические проблемы свободного общения старшеклассников: автореферат дис. на соискание учёной степени кандидата педагогических наук. (730. Теория педагогики). — М.: Научно-исследовательский институт общих проблем педагогики АПН СССР, 1970. — 25 с.
- Мудрик А. В. Общение как фактор воспитания школьников: Автореферат дис. на соискание ученой степени доктора педагогических наук : 13.00.01 — Теория и история педагогики.. — Л.: Ленинградский ордена Трудового Красного Знамени государственный педагогический институт им. А. И. Герцена, 1981. — 46 с.

#### Монографии и учебные пособия
- Мудрик А. В. О воспитании старшеклассников. — М.: Просвещение, 1976. — 174 с. — переведена на эстонский, латышский, литовский языки
  - 2-е изд. 1982 — переведена на молдавский, киргизский, испанский, португальский, немецкий языки
- Мудрик А. В. Современный старшеклассник: проблемы самоопределения. — М.: Знание, 1977. — 174 с.
- Мудрик А. В. Личность школьника и её воспитание в коллективе. — М.: «Знание», 1976. — 96 с.
- Мудрик А.В. Общение как фактор воспитания школьников. — М.: Педагогика, 1984. — 108 с.
- Мудрик А. В. Учитель: Мастерство и вдохновение. — М.: Просвещение, 1986. — 160 с.
- Мудрик А. В. The One True Luxury (Единственная истинная роскошь). — М.: «Progress Publishers», 1987. — 239 с. — на англ. яз.
- Мудрик А.В. Самые трудные годы. — М.: «Знание», 1990. — 64 с. — ISBN 5-07-001412-9.
- Мудрик А. В. Социализация и воспитание подрастающих поколений. — М.: «Знание РСФСР», 1990. — 44 с. — ISBN 5-254-00037-6.
- Мудрик А. В. Время поисков и решений или старшеклассникам о них самих. — М.: Просвещение, 1990. — 189 с. — ISBN 5-09-001759-X.
- Мудрик А. В. Социализация и «смутное время». — М.: Знание, 1991. — 79 с. — ISBN 5-07-001688-1.
- Мудрик А. В. Введение в социальную педагогику. — Пенза.: ПГПУ, 1994. — Т. 1. — 169 с.
- Мудрик А. В. Введение в социальную педагогику. — М.: РАО-МПСИ, 1997. — 368 с. — ISBN 5-89112-018-6.
  - Мудрик А. В. Введение в социальную педагогику. — 2-е, перераб. — М.: РАО-МПСИ, 2009. — 564 с.
- Мудрик А. В. Социализация и воспитание. — М.: «Сентябрь», 1997. — 96 с. — ISBN 5-88753-013-8.
- Мудрик А. В. Социальная педагогика: учебник для вузов. — М.: «Academia», 1999. — 183 с. — ISBN 5-7695-0315-7. — дополненные и исправленные издания: 2000, 2001, 2003, 2005, 2007, 2009, 2013, 2014.
- Мудрик А. В. Общение в процессе воспитания. — М.: «Педагогическое общество России», 2001. — 320 с. — ISBN 5-93134-141-2.
- Мудрик А. В. Социализация человека. — М.: «Academia», 2004. — 300 с. — ISBN 5-7695-1680-1.
  - Мудрик А. В. Социализация человека. — 2-е, испр. и доп. — М.: «Academia», 2006. — 303 с.
  - Мудрик А. В. Социализация человека. — 3-е, перераб. и расшир. — М.- Воронеж: РАО-МПСИ, 2011. — 624 с. — ISBN 978-5-9770-0511-1.
- Мудрик А. В. Психология и воспитание. — М.: РАО-МПСИ, 2006. — 470 с.
- Мудрик А. В. Основы социальной педагогики. — М.: «Academia», 2006. — 205 с. — ISBN 5-7695-2721-8.
- Мудрик А. В. Социализация вчера и сегодня. — М.: РАО-МПСИ, 2006. — 428 с.
- Мудрик А. В, Щелина Т. Т. Социальная педагогика: теория и методика социального воспитания. — М.: Nota bene, 2008. — 218 с. — ISBN 978-5-8188-0104-9.